# Herb Wysokiej
Herb Wysokiej – jeden z symboli miasta Wysoka i gminy Wysoka w postaci herbu.

## Wygląd i symbolika
Herb przedstawia na czerwonej tarczy wieżę forteczną z otwartym przejazdem barwy białej. Wykończenie bramy stanowi element kamienia, dwa szeregi blank i otworów, w części górnej wieży pięć blank i dwa otwory, poniżej osiem blank i pięć otworów. Otwory są barwy czarnej.

## Historia
Miasto posiada herb od 1521. Pieczęci miejskiej z wizerunkiem wieży fortecznej używało do początków XIX wieku. Ponownie ustanowiony w 2004 roku